# Dhariawad
Dhariawad is een census town in het district Pratapgarh van de Indiase staat Rajasthan. 

## Demografie
Volgens de Indiase volkstelling van 2001 wonen er 10.494 mensen in Dhariawad, waarvan 51% mannelijk en 49% vrouwelijk is. De plaats heeft een alfabetiseringsgraad van 68%. 